# Deusen
Deusen ist der Statistische Bezirk 81 und zugleich ein Stadtteil im Nordwesten der kreisfreien Großstadt Dortmund. Er liegt zu beiden Seiten der Emscher. Die östliche Ortsgrenze ist der Dortmund-Ems-Kanal.

## Geschichte
Der heutige Dortmunder Stadtteil Deusen wurde erstmals im Jahr 1220 als Bestandteil der Vogtei des Grafen von Altena-Isenberg urkundlich erwähnt. Spätestens 1512 gehörte Deusen zur Grafschaft Dortmund, die ihrerseits zur Reichsstadt Dortmund gehörte.
Das Industriezeitalter begann für die bis dahin landwirtschaftlich geprägte Region im Jahr 1872. In diesem Jahr wurde mit dem Abteufen eines Schachtes der Zeche Fürst Hardenberg begonnen. Als Folge des Bergbaus unter dem Stadtteil sind manche Bereiche der Ortschaft um bis zu 24 Meter abgesunken. (Bergschäden)
Nachdem Deusen über lange Jahre zum Amt Castrop, später dann zum Amt Mengede gehörte, wurde der Ort am 10. Juni 1914 in die Stadt Dortmund eingemeindet.

## Bevölkerung
Zum 31. Dezember 2024 lebten 1.735 Einwohner in Deusen.
Struktur der Deusener Bevölkerung:
- Bevölkerungsanteil der unter 18-Jährigen: 15,3 % [Dortmunder Durchschnitt: 16,2 % (2018)][4]
- Bevölkerungsanteil der mindestens 65-Jährigen: 18,4 % [Dortmunder Durchschnitt: 20,2 % (2018)][5]
- Ausländeranteil: 6,6 % [Dortmunder Durchschnitt: 22,3 % (2024)][6]
- Arbeitslosenquote: 6,3 % [Dortmunder Durchschnitt: 11,0 % (2017)][7]

Das durchschnittliche Einkommen in Deusen liegt etwa 5 % über dem Dortmunder Durchschnitt.

### Bevölkerungsentwicklung
| Jahr      | 1987 | 2003 | 2008 | 2013 | 2016 | 2018 | 2020 | 2022 | 2023 | 2024 |
| --------- | ---- | ---- | ---- | ---- | ---- | ---- | ---- | ---- | ---- | ---- |
| Einwohner | 1470 | 2079 | 1938 | 1877 | 1821 | 1783 | 1765 | 1710 | 1725 | 1735 |

## Freizeitangebot
Der ansässige Sportverein ist der Turn- und Sportverein Freiheit Deusen 1910 e. V. Neben der Fußballabteilung bietet der Verein noch zahlreiche weitere Sportangebote wie Tanzen, Badminton, Volleyball.
Auf dem bis zu 50 Meter hohen Deusenberg, einer 1992 stillgelegten und inzwischen renaturierten Mülldeponie, befindet sich die EDG-Mountainbike-Arena. Auf insgesamt 6,6 Kilometer langen Strecken mit unterschiedlichen Schwierigkeitsgraden bieten sich ideale Trainingsmöglichkeiten für die verschiedenen Mountainbike-Disziplinen.
Ebenfalls bietet die dort ansässige Freiwillige Feuerwehr (Löschzug 29) eine gute Möglichkeit zur sinnvollen Freizeitgestaltung.

## Verkehr
Westlich von Deusen verläuft die Bahnstrecke Duisburg–Dortmund.

## Galerie

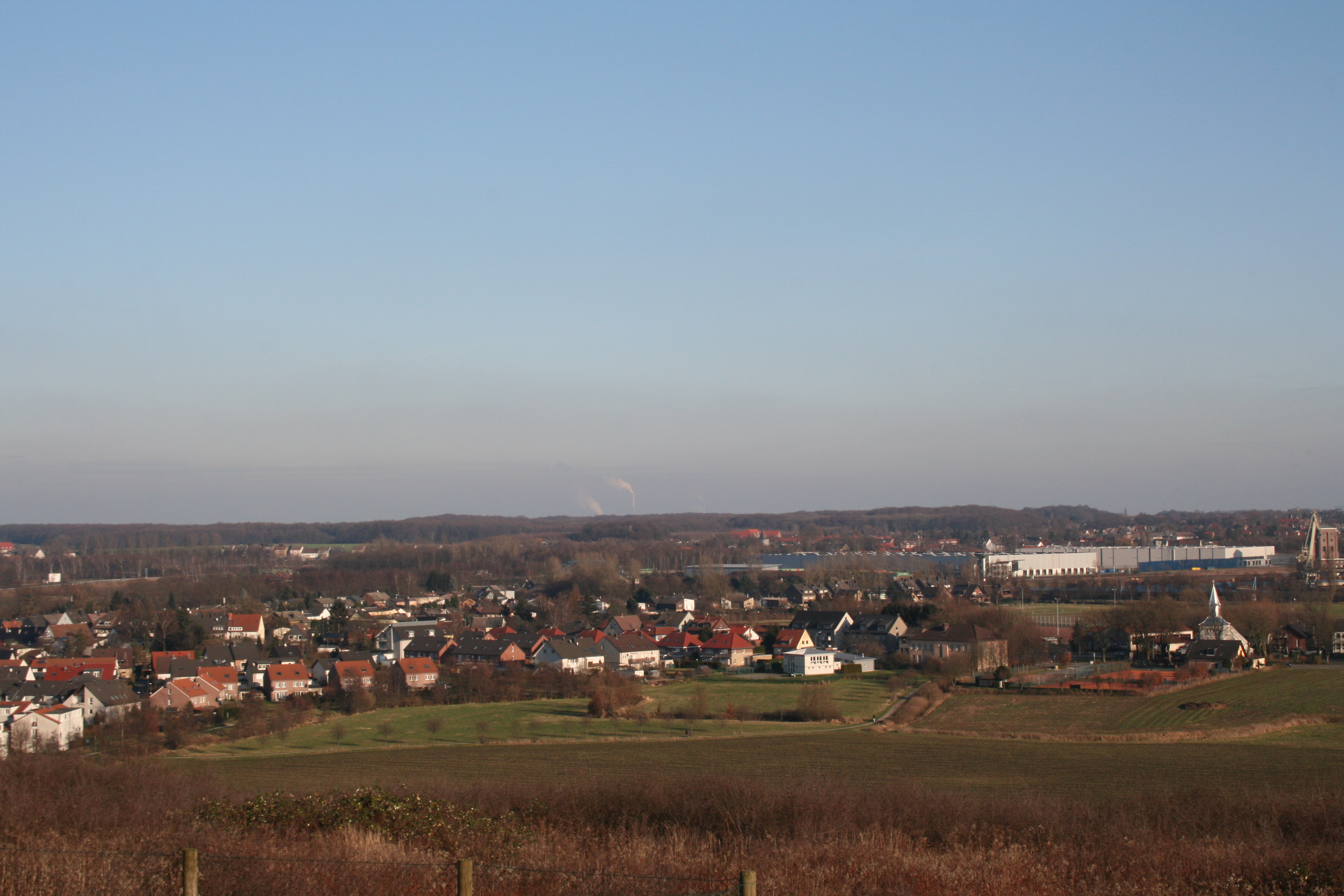
Blick auf Deusen
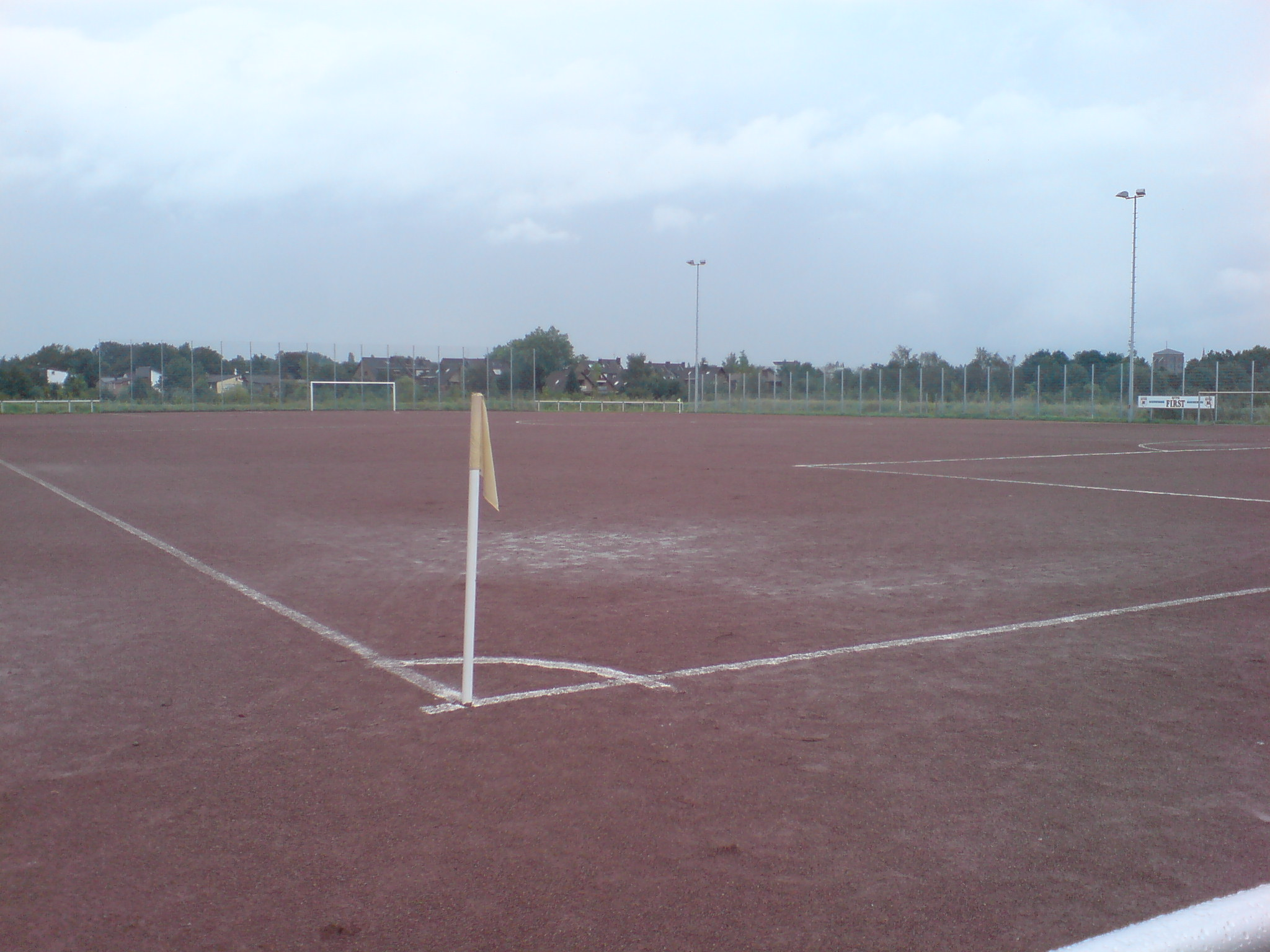
Sportplatzanlage des TuS Deusen
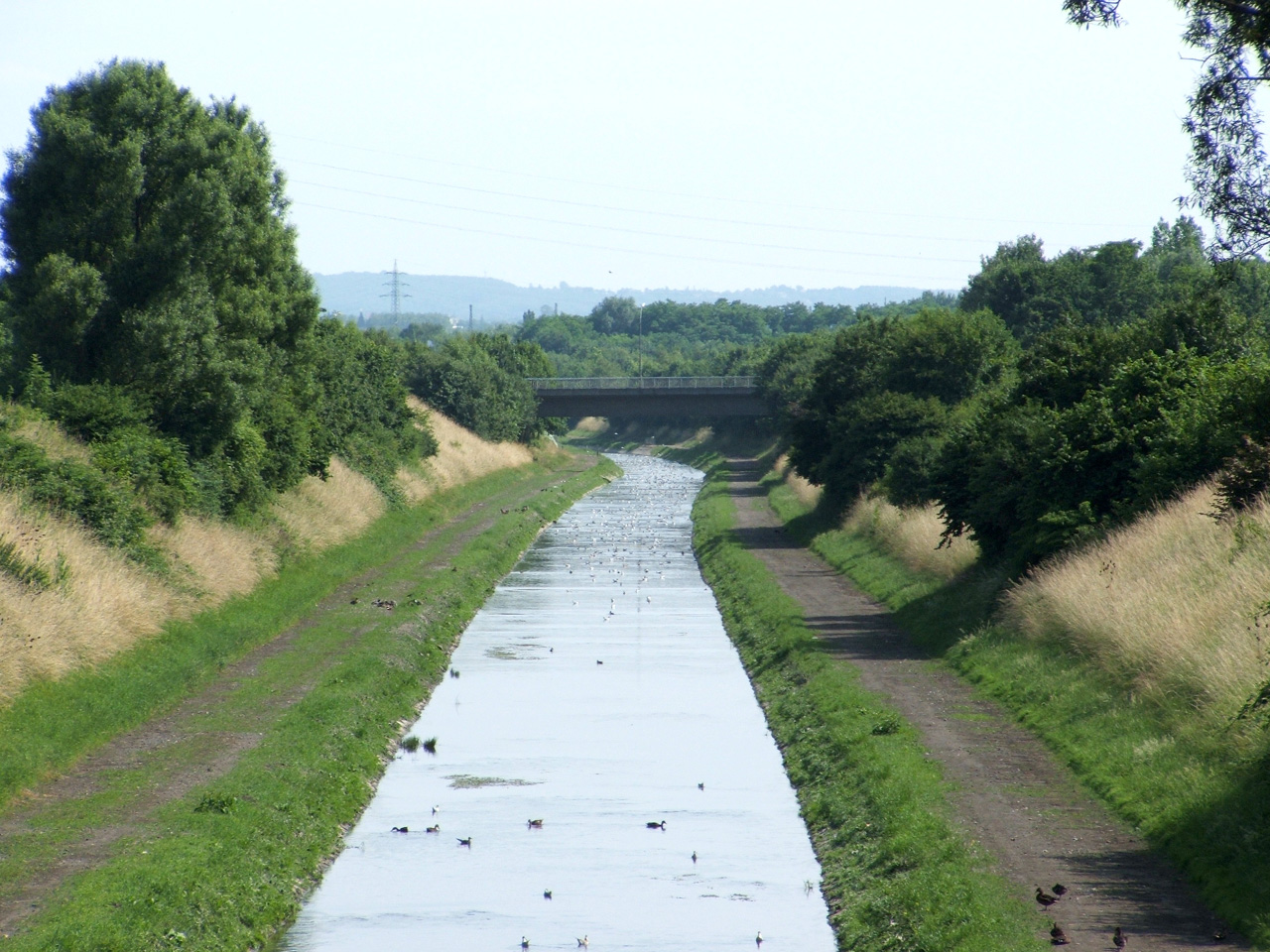
Die Emscher bei Dortmund-Deusen
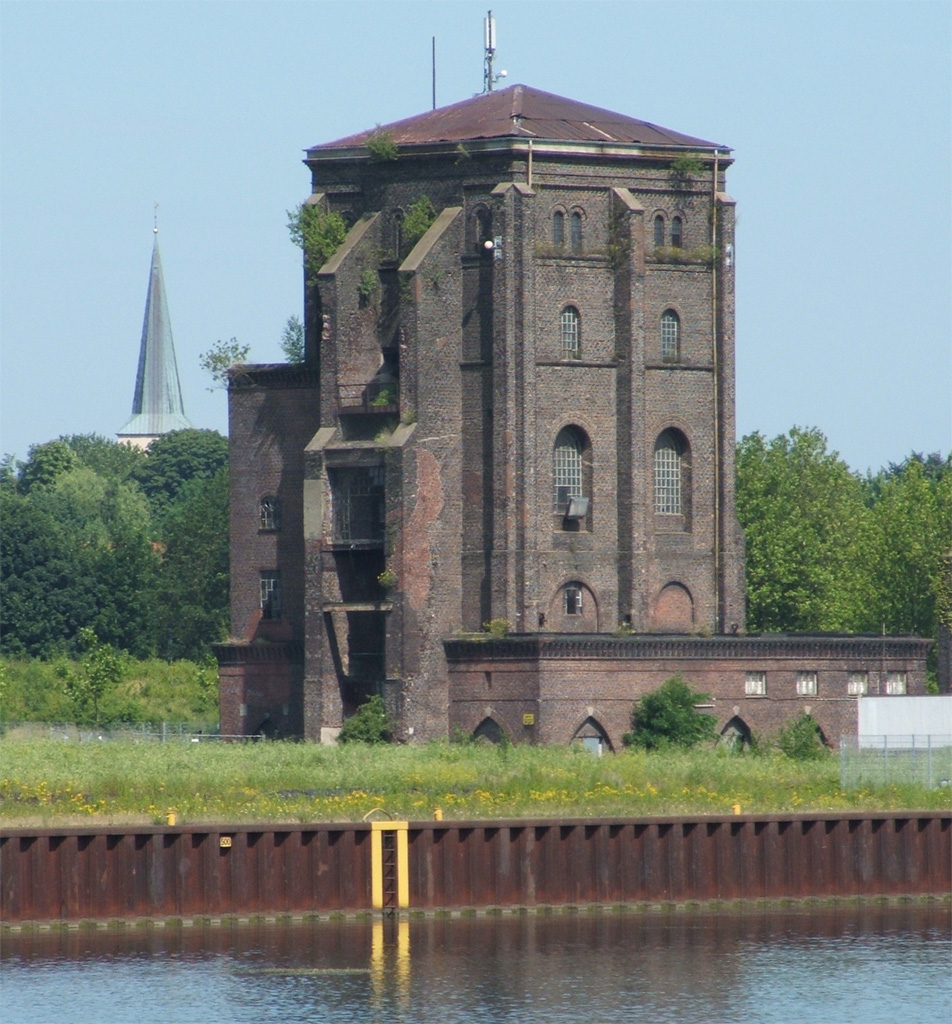
Der Malakow-Turm der ehemaligen Zeche Fürst Hardenberg